# Közép-ázsiai Püspöki Konferencia
A Közép-ázsiai Püspöki Konferencia a római katolikus egyház közép-ázsiai részegyházainak püspökeit magába foglaló testület, püspöki konferencia. Tagjai Kazahsztán, Üzbegisztán, Kirgizisztán, Türkmenisztán és Tádzsikisztán püspökei.

## Történelem

Közép-Ázsia etnikai térképe

A közép-ázsiai térséget lefedő Kazahsztáni apostoli kormányzóságot II. János Pál pápa alapította 1991-ben. Ezt 1999-ben a Karagandi egyházmegyére és három apostoli kormányzóságra osztották, melyek közül azóta Almati egyházmegyei, Asztana pedig főegyházmegyei rangot kapott. 
1997-ben II. János Pál négy önálló missziót (missio sui iuris) hozott létre a másik négy közép-ázsiai ország számára; ezek közül azóta a kirgizisztánit és az üzbegisztánit apostoli kormányzóság rangjára emelték.
A Közép-ázsiai Püspöki Konferencia 2016 óta folyó előkészítést követően a Népek Evangelizációjának Kongregációja 2021. szeptember 8-i rendelete értelmében jött létre. Alakuló ülését szeptember 20–21-én tartották Nur-Szultanban, Francis Chullikatt érsek, kazahsztáni apostoli nuncius jelenlétében, mely egyben a Kazah Püspöki Konferencia utolsó, 41. önálló plenáris ülése volt.

## Tagok
Kazahsztán
- Tomasz Peta(wd) érsek, Asztanai legszentebb szűz Mária főegyházmegye(wd)
- Athanasius Schneider(wd) segédpüspök, Asztanai legszentebb szűz Mária főegyházmegye
- Adelio Dell'Oro(wd) püspök, Karagandi egyházmegye(wd)
- Jevgenyij Zinkovszkij(wd) segédpüspök, Karagandi egyházmegye
- José Luís Mumbiela Sierra(wd) püspök, Almati legszentebb Szentháromság egyházmegye(wd)
- Peter Sakmár apostoli adminisztrátor, Atiraui apostoli kormányzóság(wd)

Kirgizisztán
- Anthony James Corcoran(wd) apostoli kormányzó, Kirgizisztáni apostoli kormányzóság(wd)

Tádzsikisztán
- Pedro Ramiro López(wd) egyházi elöljáró, Tádzsikisztáni önálló misszió(wd)

Türkmenisztán
- Andrzej Madej(wd) egyházi elöljáró, Türkmenisztáni önálló misszió(wd)

Üzbegisztán
- Jerzy Maculewicz(wd) apostoli kormányzó, Üzbegisztáni apostoli kormányzóság(wd)

- Vaszil Hovera(wd) apostoli adminisztrátor, Kazahsztáni és közép-ázsiai görögkatolikus apostoli adminisztratúra(wd)